# 弘前市立城東小学校
弘前市立城東小学校（ひろさきしりつ じょうとうしょうがっこう）は、青森県弘前市大久保にある公立小学校。

## 概要
弘前市の北東部を学区としている小学校。創立は1957年。児童数は273人（2023年現在）。

## 校訓

### 天下賢(てんかのけん)
これは、弘前市出身の政治評論家・陸羯南の詩、名山出名士　此語久相伝　試問巖城下　誰人天下賢からとったもの。『立派な山は立派な人を生み出すということが長い間言い伝えられてきましたが、それなら名山岩木山の麓に生まれた人の中で、誰が一体天下の賢と言われるほど立派な人なのか』という意味がある。常に自分でも天下の賢を志した人であり、それだけに、郷土の青少年に対し、みんなよく遊びよく学んで、天下の賢となろうと努力するよう期待していた陸の期待を校訓とした（1972年9月制定）。

### 蝸牛遅々望千里(かぎゅうちちぼうせんり)
これは、弘前市出身の画家・工藤甲人の座右の銘、カタツムリの歩みは遅いが希望は千里を目指しているからとったもの。意味は、『歩みは遅くても確実に前に進むカタツムリのようでありたい』である（2007年9月制定）。

## 沿革
- 1957年（昭和32年）10月1日 - 明誠小学校、静修小学校が統合し、城東小学校を創立する。ただし、大久保字西田38番地に建設した新校舎を第一校舎として、旧明誠小学校第4学年以上の児童を収容。旧静修小学校を第二校舎として、同校の全児童を収容。旧明誠小学校を第三校舎として、同校の第3学年以下の児童を収容した。
- 1958年（昭和33年）12月 - 第三校舎廃止。
- 1959年（昭和34年）5月 - 第三校舎から移築した音楽室増築。
- 1960年（昭和35年）3月 - 屋内体育館竣工。
- 1961年（昭和36年）10月 - 校章制定。
- 1963年（昭和38年）9月 - 校歌制定。
- 1967年（昭和42年）12月 - 第二校舎閉校。
- 1968年（昭和43年）
  - 1月（第3学期） - 津賀野・百田地区から通う児童向けにスクールバスを運行。
  - 3月 - 創立10周年記念及び校舎落成の両式典挙行。
- 1972年（昭和47年）9月 - 創立十五周年記念と「はげみの碑」除幕の両式典挙行。
- 2003年（平成15年）
  - 7月 - 校舎増改築工事[1]。
  - 10月11日 - 現在地に建設した新校舎に移転する。
- 2007年（平成19年）9月 - 創立50周年記念式典が挙行される。

## 学区
堅田、神田（1丁目～5丁目）、堅田2丁目、撫牛子、大久保、津賀野、百田、撫牛子（1丁目～5丁目）。

## 参考資料
- 『弘前市教育史 別巻』（弘前市教育委員会・1979年3月12日発行）158頁「城東小学校」